# إشعاع سيكلوتروني

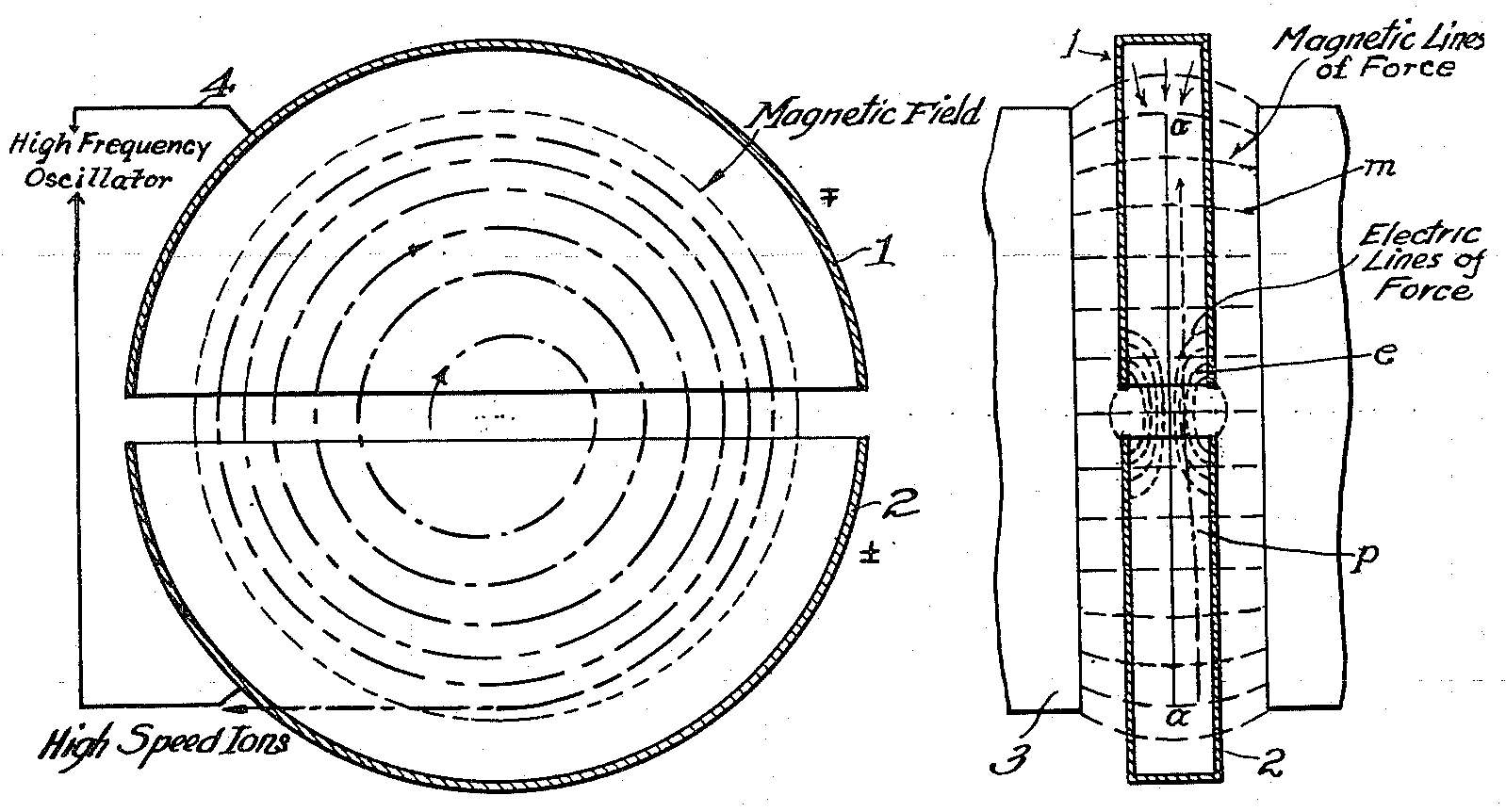
رسم يبين تركيب معجل الإلكترونات السيكلوترون ، وترى فيه القوى المغناطيسية المسلطة على الإلكترونات لتجبرها على الحركة الدائرية

في الفيزياء ، ينشأ الشعاع السيكلوتروني في معجل الإلكترونات حيث يدور فيه الإلكترون بسرعة عالية جدا قريبة من سرعة الضوء . وتحصره في مداره بالجهاز قوي مغناطيسية عالية تسلط عليه عموديا على مستوي مداره . ونظرا لأن الإلكترون لا يتحرك في الجهاز حركة مستقيمة ، فهو يدور فيه ، يحدث أن تنطلق منه أشعة كهرومغناطيسية عالية التردد بسبب تغييره المستمر لاتجاه حركته في المدار . وتسمى تلك الأشعة أشعة سيكلوترونية .
- وظاهرة إصدار الأشعة السيكلوترونية هي خاصية لجميع الجسيمات الأولية ذات الشحنة الكهربية سواء كانت شحنتها سالبة أو موجبة مثل البروتون وجسيمات ألفا. كما تظهر تلك الظاهرة كثيرا في أطياف النجوم والمجرات ، فتصدر منها عندما تتحرك في أجواءها الجسيمات المشحونة كهربيا وتقع تحت تأثير المجالات المغناطيسيةالهائلة في النجم ، وتكون حركتها على هيئة دائرية أو لولبية بفعل المجال المغنطيسي الموثر عليها . وبدراسة تلك الأشعة الآتية من النجوم نستطيع حساب السرعة التي تتحرك بها الجسيمات الأولية بالنجم ، كما نستطيع حساب شدة المجال المغناطيسي للنجم .